# Ганс Юнк
Ганс Юнк (нім. Hans Junck; 16 вересня 1893, Лейпциг — 28 листопада 1966, Берлін) — німецький воєначальник, генерал-лейтенант вермахту.

## Біографія
1 жовтня 1913 року вступив в Саксонську армію. Учасник Першої світової війни. Після демобілізації армії залишений в рейхсвері. З 15 жовтня 1923 по 1 квітня 1928 року навчався у Вищому технічному училищі Дрездена, здобув диплом інженера. З 1 квітня 1939 року — керівник відділу групи виробництва озброєнь Управління озброєнь сухопутних військ. 7 квітня 1942 року направлений в приймальну інспекцію 17-го військового округу, з 1 серпня — інспектор 11-го військового округу. З 11 червня 1943 року — командир 609-го артилерійського полкового штабу для особливих доручень. З 25 вересня 1943 по 25 квітня 1944 року — артилерійський командир 125, одночасно з 21 січня по 6 лютого 1944 року виконував обов'язки командира 4-ї танкової дивізії. З 1 травня по 5 червня 1944 року пройшов курс командира дивізії, а 8 червня був переданий в розпорядження групу армій «D». З 17 червня — командир 253-ї, з 30 липня — 47-ї, з 3 серпня по 2 жовтня — 265-ї піхотної дивізії. З 26 вересня — комендант фортеці Сен-Назер. 11 травня 1945 року капітулював перед американськими військами і був переданий французькій владі, яка звинуватила Юнка в імовірних воєнних злочинах. 19 вересня 1947 року всі звинувачення були зняті. 15 березня 1948 року звільнений.

## Звання
- Фанен-юнкер (1 жовтня 1913)
- Фенріх (25 травня 1914)
- Лейтенант (12 серпня 1914)
- Оберлейтенант (18 квітня 1918)
- Гауптман (1 листопада 1926)
- Майор (1 вересня 1934)
- Оберстлейтенант (1 травня 1937)
- Оберст (1 лютого 1940)
- Генерал-майор (1 листопада 1943)
- Генерал-лейтенант (30 січня 1945)

## Нагороди
- Залізний хрест 2-го і 1-го класу
- Орден Альберта (Саксонія), лицарський хрест 2-го класу з мечами
- Орден Заслуг (Саксонія), лицарський хрест 2-го класу з мечами
- Нагрудний знак «За поранення» в сріблі
- Почесний хрест ветерана війни з мечами
- Медаль «За вислугу років у Вермахті» 4-го, 3-го, 2-го і 1-го класу (25 років)
- Застібка до Залізного хреста 2-го класу
- Хрест Воєнних заслуг 2-го класу з мечами